# Делтана (Аляска)
Делтана (англ. Deltana) — статистически обособленная местность в зоне переписи населения Саутист-Фэрбанкс, штат Аляска, США. На 2010 год население местности составлял 2251 человек.

## География
Согласно Бюро переписи населения США площадь статистически обособленной местности составляет 1463,8 км², из них 7,6 км² — открытые водные пространства. Местность находится в долине реки Танана вблизи города Делта-Джанкшен. 

## Население
| Год переписи | Нас. |  | %±    |
| ------------ | ---- |  | ----- |
| 2000         | 1570 |  | —     |
| 2010         | 2251 |  | 43,4% |
| 2016         | 2409 |  | 7%    |

По данным переписи населения 2010, местность имела население 2251 человека (53,0 % мужчин и 47,0 % женщин), было 784 домашних хозяйства и 595 семей. Расовый состав: белые — 92,1 %, коренное население Америки — 2,5 %, смешанной расы — 2,9 %. На 2016 год население Делтаны было распределено по происхождению следующим образом: 5,1 % — американское, 21,5 % — немецкое, 8,8 % — ирландское, 9,8 % — английское, 14,2 % — украинское, 28,2 % - русское происхождение.
Население города по возрастному диапазону по данным переписи 2010 года распределилось следующим образом: 29,4 % — жители младше 18 лет, 4,8 % — между 18 и 21 годами, 54,8 % — от 21 до 65 лет и 9,0 % — в возрасте 65 лет и старше. Средний возраст населения — 34,8 лет. На каждые 100 женщин в Делтане приходилось 112,6 мужчин, при этом на 100 совершеннолетних женщин приходилось уже 110,5 мужчин сопоставимого возраста.
Из 784 домашних хозяйств 75,9 % представляли собой семьи: 67,2 % совместно проживающих супружеских пар; 3,2 % — женщины, проживающие без мужей и 5,5 % — мужчины, проживающие без жён. 24,1 % не имели семьи. В среднем домашнее хозяйство ведут 2,85 человека, а средний размер семьи — 3,27 человека. В одиночестве проживали 17,7 % населения, 6,3 % составляли одинокие пожилые люди (старше 65 лет).

## Экономика
В 2016 году из 1803 человек старше 16 лет имели работу 1040. При этом мужчины имели медианный доход в 76 123 долларов США в год против 37 195 долларов среднегодового дохода у женщин. В 2014 году медианный доход на семью оценивался в 79 485 $, на домашнее хозяйство — в 75 250 $. Доход на душу населения — 29 503 $ в год.